# Sakmarien
| Systeem                                                                                   | Serie         | Etage         | Ouderdom (Ma) | Lithostratigrafie |
| ----------------------------------------------------------------------------------------- | ------------- | ------------- | ------------- | ----------------- |
| Trias                                                                                     | Onder         | Indien        | jonger        | Buntsandstein     |
| Perm                                                                                      | Lopingien     | Changhsingien | 252,2–254,2   | Buntsandstein     |
| Perm                                                                                      | Lopingien     | Changhsingien | 252,2–254,2   | Zechstein         |
| Perm                                                                                      | Lopingien     | Wuchiapingien | 254,2–259,9   |                   |
| Perm                                                                                      | Guadalupien   | Capitanien    | 259,9–265,1   |                   |
| Perm                                                                                      | Guadalupien   | Wordien       | 265,1–268,8   |                   |
| Perm                                                                                      | Guadalupien   | Roadien       | 268,8–272,3   |                   |
| Perm                                                                                      | Cisuralien    | Kungurien     | 272,3–279,3   | Rotliegend        |
| Perm                                                                                      | Cisuralien    | Artinskien    | 279,3–290,1   | Rotliegend        |
| Perm                                                                                      | Cisuralien    | Sakmarien     | 290,1–295,5   | Rotliegend        |
| Perm                                                                                      | Cisuralien    | Asselien      | 295,5–298,9   | Rotliegend        |
| Carboon                                                                                   | Pennsylvanien | Gzhelien      | ouder         | Rotliegend        |
| Carboon                                                                                   | Pennsylvanien | Gzhelien      | ouder         |                   |
| Indeling van het Perm volgens de ICS samen met de Europese lithostratigrafische indeling. |               |               |               |                   |

Het geologisch tijdperk Sakmarien (Vlaanderen: Sakmariaan) is een tijdsnede (in de stratigrafie een etage) in het Vroeg-Perm (Rotliegend of Cisuralien). Het Sakmarien duurde van 295,5 ± 0,4 tot 290,1 ± 0,1 Ma. Het komt na/op het Asselien en na het Sakmarien komt het Artinskien.

## Naamgeving en definitie
Het Sakmarien is genoemd naar de rivier de Sakmara, die door de Oeral stroomt. De etage werd oorspronkelijk gedefinieerd door Alexander Karpinski in 1874, als een onderverdeling van het Artinskien. Alternatieve namen voor het Sakmarien zijn Sterlitamakian en Tastubian.
De basis van het Sakmarien wordt gedefinieerd door het vroegste voorkomen van de conodont Streptognathodus postfusus. De top wordt gedefinieerd door het vroegste voorkomen van de conodonten Sweetognathus whitei en Mesogondolella bisselli.